# Domenic Stansberry
Domenic Joseph Stansberry (Washington, 15 marzo 1952) è uno scrittore statunitense di romanzi polizieschi.

## Biografia
Nato nel 1952 a Washington e cresciuto in California, vive e lavora nella Bay Area.
Ha compiuto gli studi all'Università della California, Santa Cruz, alla Portland State University (B.A. nel 1977), alla Colorado State University (M.A. nel 1980) e infine all'Università del Massachusetts dove ha ottenuto un Master of Fine Arts nel 1984.
A partire dal suo esordio nel 1987 con The Spoiler, ha pubblicato 5 romanzi, una raccolta di racconti, un saggio e quattro volumi della Serie North Beach ottenendo alcuni riconoscimenti letterari l'ultimo dei quali è stato l'Hammett Prize nel 2016  per il thriller The White Devil.

## Opere

### Romanzi
- The Spoiler (1987)
- The Last Days of Il Duce (1998)
- Manifesto per chi muore (Manifesto for the Dead, 2000), Roma, edizioni E/O, 2001 traduzione di Claudia Valeria Letizia ISBN 88-7641-467-3.
- The Confession (2004)
- The White Devil  (2016)

### Racconti
- Exit Paradise: Stories (1991)

### Serie North Beach
- Chasing the Dragon (2004)
- The Big Boom (2006)
- The Ancient Rain (2008)
- Naked Room (2010)

### Saggi
- Labyrinths (1997)

## Alcuni riconoscimenti
- Premio Edgar per il miglior romanzo: 1999 finalista con The Last Days of Il Duce
- Premio Edgar per il miglior libro tascabile: 2005 vincitore con The Confession
- Hammett Prize: 2016 vincitore con The White Devil